# Антонюк, Игорь Анатольевич
Игорь Анатольевич Антонюк (1977 год) — российский спортсмен, выступающий в соревнованиях по спортивному самбо, боевому самбо и рукопашному бою. Является мастером спорта России по всем этим видам единоборств. Бронзовый призёр чемпионатов России и Европы 2008 года по боевому самбо. По самбо выступал во второй средней весовой категории (до 90 кг). Тренер по самбо.

## Спортивные результаты
- Чемпионат России по боевому самбо 2008 года — ;